# Gelos
Gelos is een gemeente in het Franse departement Pyrénées-Atlantiques (regio Nouvelle-Aquitaine). De plaats maakt deel uit van het arrondissement Pau. Gelos telde op 1 januari 2022 3.595 inwoners.

## Geografie
De oppervlakte van Gelos bedroeg op 1 januari 2022 11,03 vierkante kilometer; de bevolkingsdichtheid was toen 325,9 inwoners per km².

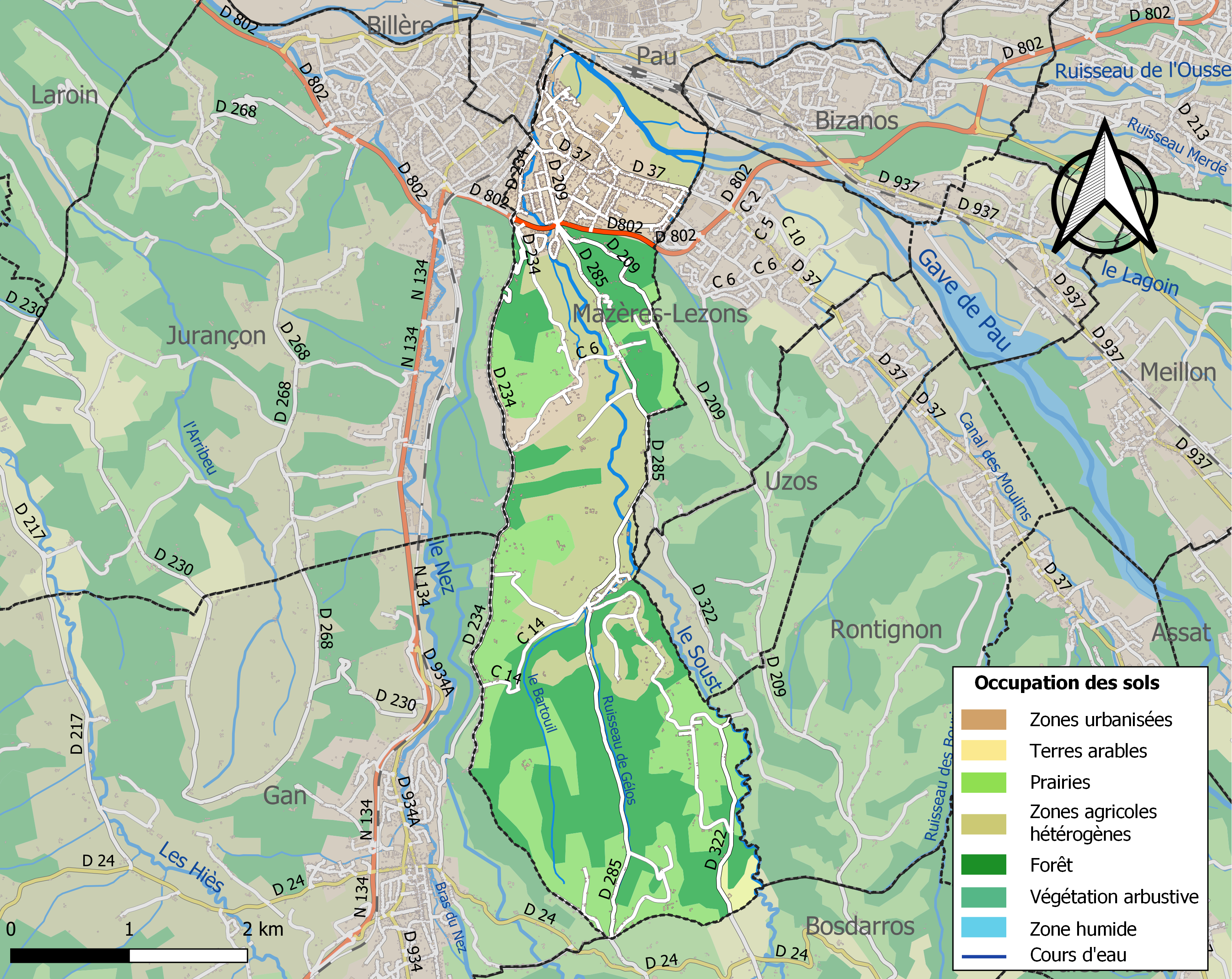
Kaart van de gemeente met belangrijkste infrastructuur, bodemgebruik en omliggende gemeenten

## Demografie
Onderstaande figuur toont het verloop van het inwonertal (bron: INSEE-tellingen).